# Laura Lemon
Laura Gertrude Lemon, Pseudonyme Austin Fleming und Ian Macdonald (* 15. Oktober 1866 in Guelph; † 18. August 1924 in Redhill) war eine kanadische Komponistin und Pianistin.

## Leben
Lemon wuchs in Guelph und Winnipeg auf. 1890 reiste sie nach England und studierte am Royal College of Music. Erfolgreich wurde sie vor allem als Liedkomponistin mit Liedern wie My Ain Folk nach einem Text von Wilfrid Mills, Canada for Ever! (1907), Mighty Dominion (1910) und dem Canadian Song Cycle (1911). Emma Albani sang ihren Slumber Song vor Queen Victoria. Unter den Pseudonymen Austin Fleming und Ian Macdonald schrieb Lemon zu einigen ihrer Lieder auch die Texte. Daneben komponierte sie mehrere Violin- und Klavierwerke. Ihre Three Moravian Dances für Violine und Klavier (1910) widmete sie der Geigerin Kathleen Parlow.

## Quelle
- The Canadian Encyclopedia - Laura Lemon

| Personendaten    | Personendaten                                                               |
| ---------------- | --------------------------------------------------------------------------- |
| NAME             | Lemon, Laura                                                                |
| ALTERNATIVNAMEN  | Lemon, Laura Gertrude (vollständiger Name); Fleming, Austin; Macdonald, Ian |
| KURZBESCHREIBUNG | kanadische Komponistin und Pianistin                                        |
| GEBURTSDATUM     | 15. Oktober 1866                                                            |
| GEBURTSORT       | Guelph                                                                      |
| STERBEDATUM      | 18. August 1924                                                             |
| STERBEORT        | Redhill                                                                     |